# Joseph Weißenfeld
Joseph Weißenfeld (* 2. September 1848 in Bamberg; †  18. Oktober 1915 in Neumarkt in der Oberpfalz) war ein deutscher Politiker (Zentrum).

## Leben
Weißenfeld besuchte bis 1867 das Gymnasium und studierte danach Philosophie am Lyzeum in seiner Geburtsstadt Bamberg. Anschließend studierte er Rechtswissenschaften an der Universität München und war ab 1868 Mitglied der katholischen Studentenverbindung KDStV Aenania München im CV. Nach der Vorbereitungspraxis in Bamberg (1871 bis 1874) ging er 1876 als Regierungsakzessist nach Regensburg und im Folgejahr als Funktionär an das Bezirksamt Ebern. 1878 wurde er Rechtsrat beim Stadtmagistrat Ansbach. Er trug den Titel eines Königlichen Hofrats.
Weißenfeld war von 1879 bis 1915 Bürgermeister von Neumarkt in der Oberpfalz. Zugleich war er von 1903 bis 1905 Mitglied des oberpfälzischen Landrats. Von 1905 bis zu seinem Tod 1915 gehörte er für den Wahlkreis Neumarkt in der Oberpfalz der Kammer der Abgeordneten des Bayerischen Landtags an.

## Ehrungen
- Verdienstorden vom Heiligen Michael IV. Klasse mit Krone
- Dienstauszeichnungskreuz für freiwillige Krankenpflege
- Ehrenbürger der Stadt Neumarkt in der Oberpfalz[2]